# Daniel Janssens (atleet)
Daniel Arthur Janssens (Petegem-aan-de-Leie, 2 december 1925 – 6 oktober 2004) was een Belgische atleet, die gespecialiseerd was in de middellange afstand. Hij nam eenmaal deel aan de Olympische Spelen.

## Biografie
Janssens begon zijn carrière als roeier. Tijdens zijn legerdienst ontdekte hij zijn aanleg voor de atletiek. Vrij snel na zijn debuut in 1947 legde hij zich toe op de 1500 m. Op die afstand werd hij in 1949 Belgisch kampioen tweede categorie. Bij alle categorieën veroverde hij geen Belgische titels, maar eindigde hij wel driemaal tweede na Frans Herman.
In 1950 werd Janssens tiende in de finale van de 1500 m op de Europese kampioenschappen in Brussel. Twee jaar later nam hij deel aan de Olympische Spelen in Helsinki. Hij werd uitgeschakeld in de reeksen.
Janssens was aangesloten bij AA Gent. Hij overleed in 2004 op 78-jarige leeftijd.

## Persoonlijk record
| Onderdeel | Prestatie | Datum | Plaats |
| --------- | --------- | ----- | ------ |
| 1500 m    | 3.53,2 s  | 1952  | Parijs |

## Palmares

### 1500 m
- 1949:  BK AC – 4.04,2
- 1950:  BK AC – 4.02,0
- 1950: 10e EK in Brussel – 3.56,8
- 1951:  BK AC – 4.04,6
- 1952:  BK AC – 4.00,0
- 1952: 7e reeks OS in Helsinki – 3.55,8
- 1953:  BK AC – 3.58,8